# شاين كروس
شاين كروس (بالإنجليزية: Shane Cross)‏ هو متزلج لوحي أسترالي، ولد في 22 أغسطس 1986 في غولد كوست في أستراليا، وتوفي في 7 مارس 2007 في ملبورن في أستراليا بسبب حادث مرور.

## وصلات خارجية
- شاين كروس على موقع IMDb (الإنجليزية)